# 울피아 마르키아나

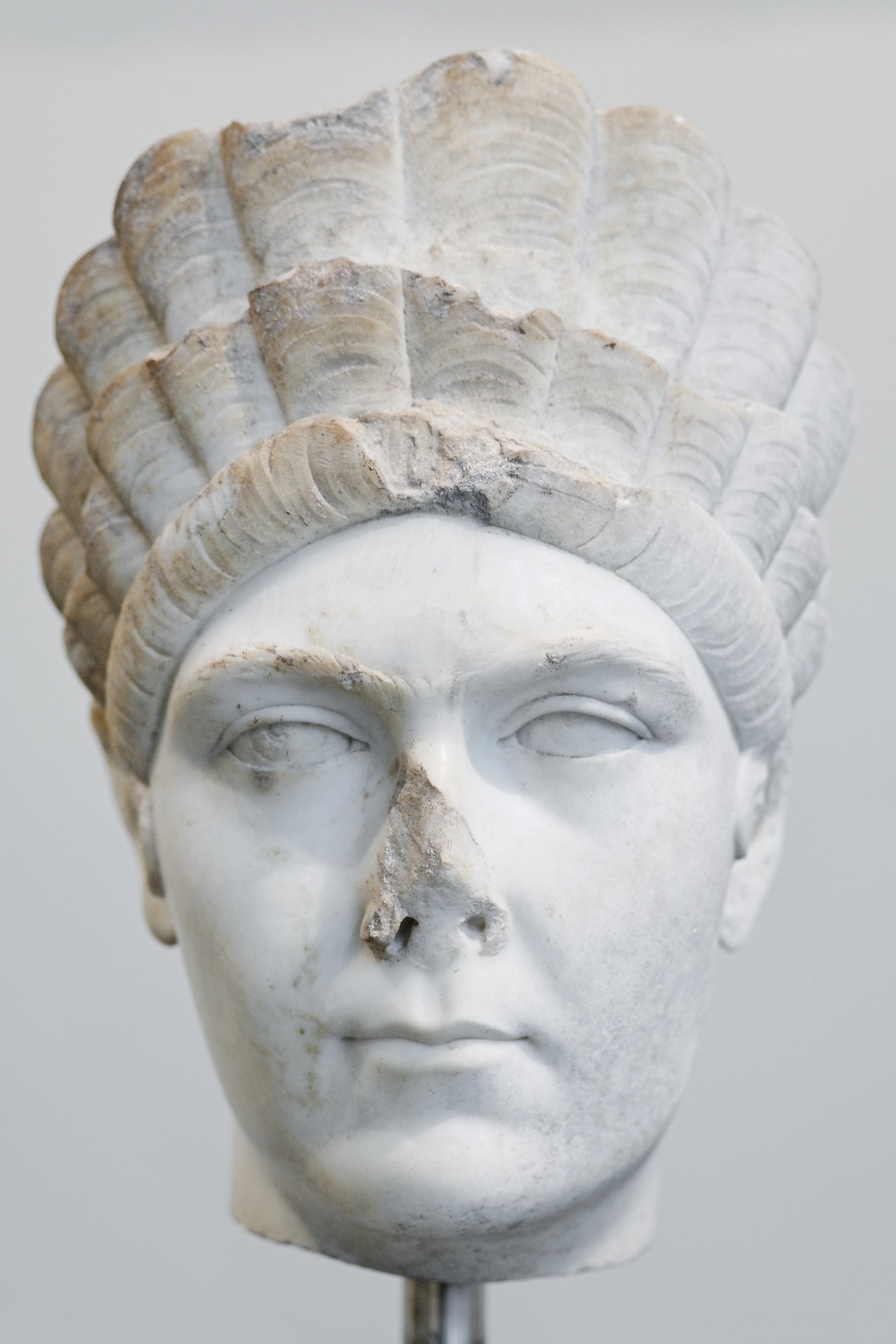
울피아 마르키아나의 흉상 머리 부분

울피아 마르키아나 (Ulpia Marciana, 48년 8월 ~ 112년)는 로마 황제 트라야누스의 누이이다. 로마 귀족 여성 마르키아와 로마 원로원 의원 마르쿠스 울피우스 트라야누스 사이에서 맏이로 태어났다. 성은 마르키아나이며, 어머니의 부계쪽 조상들에서 물려받은 것이다. 출생지는 알려져 있지 않다.
마르키아나는 가이우스 살로니우스 마티디우스 파트루이누스와 혼인했다. 파트루이누스는 법무관으로 활동했던 부유한 자로, 이후에는 원로원 의원이 되었다. 그는 본래 비케티아 (Vicetia, 오늘날 이탈리아 북부의 비첸차) 출신이었다. 마르키아나는 파트루이누스 사이에서 딸이자 유일한 자녀인 살로니나 마티디아를 낳았으며, 마티디아는 68년 7월 4일에 태어났다. 파트루이누스는 78년에 사망했고 마르키아나는 재혼하지 않았다. 파트루이누스가 죽고 나서, 마르키아나와 마티디아는 트라야누스와 그의 부인과 함께 살았다.
105년 이후에 트라야누스는 그녀에게 아우구스타라는 칭호를 수여했다. 그녀는 이 칭호를 수여받은 첫 로마 황제의 자매였다. 맨 처음엔 그녀는 이 칭호를 받는 걸 거절했으나, 올캐인 폼페이아 플로티나 황후는 마르키아나가 이 직위를 받아들여야 한다고 주장했다. 따라서 그녀는 공식적인 제국의 도상화의 일부가 되었고 그녀의 조각상은 트라야누스 그리고 플로티나와 함께 안코나에 있는 트라야누스 개선문에 배치되었다. 마르키아나는 트라야누스와 플로티나와 아주 친밀한 사이였다.

트라야누스의 세스테리우스에서 마르키아나

마르키아나는 남동생과 종종 동행했고 결정을 하는 데 있어서 도움을 주기도 했다. 로마 제국 전역에서, 마르키아나는 그녀의 이름이 있는 기념비와 비문들이라는 영예를 수여받았다. 트라야누스가 로마 제국에 그녀를 기념하며 세운 도시 두 개가 존재하며, 그중에 첫 번째는 Colonia Marciana Ulpia Traiana Thamugadi (오늘날 알제리 팀가드)이며 100년경에 세워졌다. 이 도시는 사망한 마르키아나와 트라야누스의 부모들의 이름이 붙여진 것이기도 하다. 나머지 도시는 106년에 세워졌고 마르키아노폴리스 (오늘날 불가리아 데브냐의 일부)라 불렸다. 마르키아나는 112년과 114년 사이에 사망했고 트라야누스의 요청으로 원로원은 그녀를 신격화하였다.
그녀의 딸 살로니나 마티디아의 세 번째 혼인을 통해서, 마르키아나는 미래의 황제인 마르쿠스 아우렐리우스의 현조모였다.

## 같이 보기
- 울피아 씨족